# 妙善寺 (福井県おおい町)
妙善寺（みょうぜんじ）は、福井県大飯郡おおい町名田庄久坂にある日蓮宗の寺院。山号は経王山。旧本山は小浜長源寺(六条門流)。毎年冬至の日にかぼちゃしるこの接待が行われることからかぼちゃ寺とも呼ばれる。

## 歴史
永仁年間（1293年-1299年）日像菩薩により教化された小野正伯が一族とともに改宗して名田庄三重に建立した法華堂が起源。天文年間（1532年-1555年）現在地に移転した。

## 境内
- 本堂

## 歴代
- 肥後阿闍梨日像（日像菩薩）

## 周辺寺院
- 長応寺 (福井県おおい町)

## 参考資料
- 日蓮宗寺院大鑑編集委員会『宗祖第七百遠忌記念出版 日蓮宗寺院大鑑』大本山池上本門寺 (1981年)